# جولین کله‌خر
جولین کله‌خر (انگلیسی: Julien Donkey-Boy) فیلمی درام به کارگردانی هارمونی کورین است که در سال ۱۹۹۹ منتشر شد.

## بازیگران
- ایون برمنر
- کلویی سونی
- ورنر هرتسوک
- ویکتور وارنادو
- ایوان نیومن